# Kaiserpfalz Duisburg
Die Duisburger Königspfalz war die namensgebende Burganlage der Stadt Duisburg. Sie entstand im 10. Jahrhundert auf der Grundlage eines Königshofes, der in der Mitte des 8. Jahrhunderts auf der hochwasserfreien Erhebung des heutigen Duisburger Burgplatzes errichtet worden war. Königshöfe waren Zentren großer Ländereien, deren Erträge der königlichen Hofhaltung dienten und an denen deutsche Könige mit ihrem Gefolge Station machten. Anfang bis Mitte des 8. Jahrhunderts soll der Königshof als Lager für die Feldzüge des fränkischen Hausmeiers Karl Martell gegen die unabhängigen Sachsen gedient haben.
Für die Gründung des Königshofes gibt es keine schriftlichen Quellen, er ist jedoch archäologisch belegt. Beim Bau des heutigen Rathauses wurden im Jahr 1900 Mauerreste der Pfalz entdeckt. In einem Leitungsgraben der Stadtwerke Duisburg entdeckte man 1980 auf dem Alten Markt der Stadt Schichten und Funde, die ununterbrochen von heute bis in die römische Zeit zurückreichen.
Die Ausgrabungen belegen, dass der Pfalzbereich seit dem 10. Jahrhundert als Hauptgebäude einen lang gestreckten Saalbau besaß, der sich an der  Kante der Niederterrasse mehrere Meter oberhalb der hochwassergefährdeten Aue um den Alten Markt befand.
In unmittelbarer Nähe zur Pfalz befand sich der Rheinhafen. Der Pfalzbereich verfügte über einen direkten Zugang zu einer Pfalzkapelle, die im Bereich der heutigen Salvatorkirche stand. Die Kapelle war als dreischiffige Basilika mit Turmfassade angelegt.